# Artense

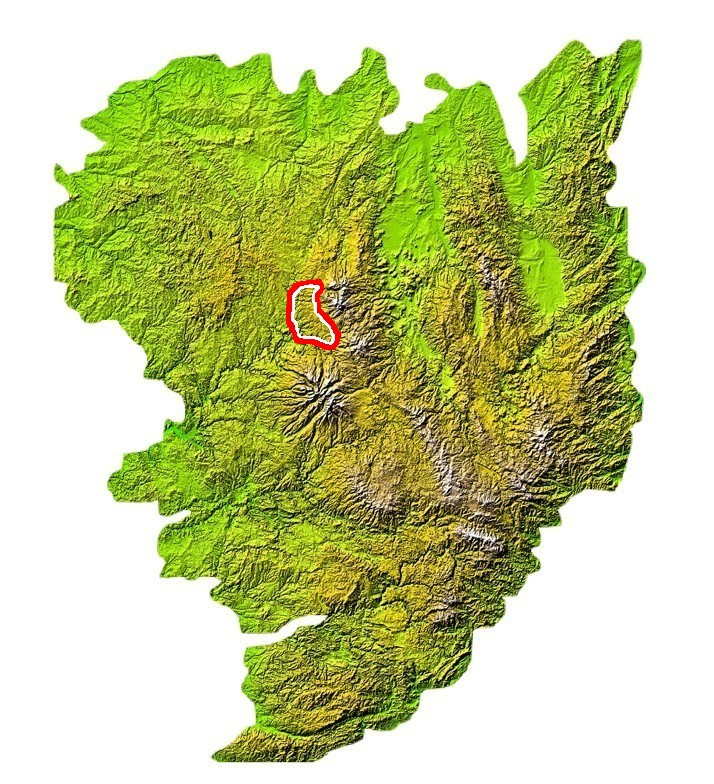
Die Lage der Artense im französischen Zentralmassiv

Die Artense ist ein Hochplateau aus Granitgestein in Zentralfrankreich in der Region Auvergne.

## Lage
Es liegt im Grenzgebiet der Départements Puy-de-Dôme und Cantal. Im Westen wird es vom Tal der Dordogne, im Süden und Osten von dem der Rhue begrenzt und stößt im Norden an die Ausläufer des vulkanischen Bergmassivs der Monts Dore.

## Relief
Die Artense liegt in einer Höhe von 600 bis 1000 Metern und bildet mit ihren kleinen Becken und Hügeln eine freundliche Landschaft, wo Wiesen, Wälder und Seen mit klarem Wasser einander abwechseln. Die Flüsse schneiden tief in das Granitgestein ein. 

## Vegetation
Wälder aus Buchen und Tannen bilden die dominierende Bodenbedeckung, die verhältnismäßig geringe Höhenlage ermöglicht es aber auch einigen Eichen sich hier zu behaupten.
Die Wiesen- und Weideflächen stellen einen geringeren Anteil der Bodenbedeckung dar. Hier treffen wir auf die charakteristischen Pflanzen der Granitlandschaft: Adlerfarn und Besenginster. 
Das Wasservorkommen ist in dieser Landschaft sehr reichlich, an der westlichen Grenze bildet die Talsperre von Bort-les-Orgues das größte Wasserkraftwerk der Region.
Das Gebiet gehört zum Regionalen Naturpark Volcans d’Auvergne.

## Gewässer
- Rhue
- Tarentaine
- Tialle
- Lac de Lastioulles
- Lac de la Crégut